# ヴィリアミ・サポイ
ヴィリアミ・サポイ（Viliami Sapoi、2002年2月6日 - ）は、トンガにルーツを持つニュージーランド出身のラグビーユニオン選手。ジャパンラグビーリーグワンのレッドハリケーンズ大阪に所属している。

## 経歴
両親はトンガ人。ニュージーランドで生まれ、育つ。
高校生で日本に来て、新潟県の開志国際高校に入学。
2021年、摂南大学に進学。日本語が流暢で、大学在籍時には留学生の通訳を務めた。摂南大学ラグビー部では、センターやフルバックも務めた。
2025年8月、ジャパンラグビーリーグワンのレッドハリケーンズ大阪に加入。